# Tayikistán en los Juegos Mundiales de Breslavia 2017
Tayikistán fue uno de los 102 países que participaron en los Juegos Mundiales de 2017 celebrados en Breslavia, Polonia.
Tayikistán acudió con una delegación compuesta por una única deportista, que participó en el Kickboxing, deporte de exhibición cuyos resultados no fueron tomados en cuenta en el medallero oficial.
La deportista Zuhro Kholova no consiguió subir al podio en el evento.

### Kickboxing
| Femenino      |          |               |     |           |           |           |           |           |           |           |
| Zuhro Kholova | K1 52 kg | # Si Long Tam | 1:2 | eliminada | eliminada | eliminada | eliminada | eliminada | eliminada | eliminada |